# YouWillRegret
YouWillRegret è il secondo mixtape da solista del rapper statunitense Ski Mask the Slump God, pubblicato il 30 giugno 2017 dalla Republic Records.
Il mixtape avrebbe dovuto essere pubblicato il 20 febbraio 2017, tuttavia è stato cancellato poiché, secondo lo stesso Ski Mask, "vale la pena aspettare". Su Twitter, Ski Mask ha poi rivelato l'uscita ufficiale fissata per il 30 giugno 2017.
Il 2 febbraio 2018 è stato pubblicato YouWillRegret (Reloaded), una versione deluxe dell'album principale. La nuova versione contiene tre tracce bonus: Cash Me Outside, Take A Step Back e WTF!?, quest'ultimi due brani erano già stati pubblicato in precedenza rispettivamente per il mixtape precedente Drown in Designer e come traccia del teaser di annunciamento del mixtape successivo Beware the Book of Eli.

## Tracce

### Edizione originale
1. Rambo – 1:49 (testo: Stokeley Goulbourne – musica: Phosphate)
2. JustLikeMyPiss (feat. MadeinTYO) – 3:12 (testo: Stokeley Goulbourne, Malcolm Jamaal Davis – musica: CashMoneyAP)
3. Bird Is The Word – 3:58 (testo: Stokeley Goulbourne – musica: Kashaka)
4. BabyWipe – 2:48 (testo: Stokeley Goulbourne – musica: CashMoneyAP)
5. Gone (Interlude) – 1:42 (testo: Stokeley Goulbourne – musica: BeatsCraze)
6. Adventure Time (feat. DirtyFaceSmook) – 2:37 (testo: Stokeley Goulbourne, DirtyFaceSmook – musica: Good Intent)
7. EverTookATab? – 1:36 (testo: Stokeley Goulbourne – musica: Stain)
8. Winnie – 1:47 (testo: Stokeley Goulbourne – musica: Dj Patt)
9. Energy – 3:44 (testo: Stokeley Goulbourne – musica: Jimmy Duval)
10. H2O (feat. XXXTentacion) – 2:19 (testo: Stokeley Goulbourne, Jahseh Onfroy – musica: Khaed)

### YouWillRegret (Reloaded)
1. Catch Me Outside – 2:25 (testo: Stokeley Goulbourne – musica: Timbaland)
2. Take A Step Back (feat. XXXTentacion) – 3:30 (testo: Stokeley Goulbourne, Jahseh Onfroy – musica: Ronny J)
3. WTF!? – 2:23 (testo: Stokeley Goulbourne – musica: Ooweebaby, Tony Seltzer)
4. Rambo – 1:49 (testo: Stokeley Goulbourne – musica: Phosphate)
5. JustLikeMyPiss (feat. MadeinTYO) – 3:12 (testo: Stokeley Goulbourne, Malcolm Jamaal Davis – musica: CashMoneyAP)
6. Bird Is The Word – 3:58 (testo: Stokeley Goulbourne – musica: Kashaka)
7. BabyWipe – 2:48 (testo: Stokeley Goulbourne – musica: CashMoneyAP)
8. Gone (Interlude) – 1:42 (testo: Stokeley Goulbourne – musica: BeatsCraze)
9. Adventure Time (feat. DirtyFaceSmook) – 2:37 (testo: Stokeley Goulbourne, DirtyFaceSmook – musica: Good Intent)
10. EverTookATab? – 1:36 (testo: Stokeley Goulbourne – musica: Stain)
11. Winnie – 1:47 (testo: Stokeley Goulbourne – musica: Dj Patt)
12. Energy – 3:44 (testo: Stokeley Goulbourne – musica: Jimmy Duval)
13. H2O (feat. XXXTentacion) – 2:19 (testo: Stokeley Goulbourne, Jahseh Onfroy – musica: Khaed)

## Classifiche
| Classifica (2017) | Posizione massima |
| ----------------- | ----------------- |
| Stati Uniti       | 195               |